# 維利希夫卡 (羅夫諾州)
50°49′6″N 26°47′26″E / 50.81833°N 26.79056°E
維利希夫卡（羅馬化：Vilkhivka）是烏克蘭西北部的村莊，隸屬里夫內州的里夫內區。該村始建於1629年，面積0.8平方公里，海拔高度191米，2001年人口451。